# Kingsley Wood
Howard Kingsley Wood (ur. 19 sierpnia 1881 w Londynie, zm. 21 września 1943) – brytyjski polityk, członek Partii Konserwatywnej, minister w rządach Ramsaya MacDonalda, Stanleya Baldwina, Neville’a Chamberlaina i Winstona Churchilla.
Karierę rozpoczynał jako radca prawny. W 1911 r. został wybrany do rady hrabstwa Londyn. W 1918 r. został wybrany do Izby Gmin jako reprezentant okręgu Woolwich West. W latach 1924–1929 był parlamentarnym sekretarzem w Ministerstwie Zdrowia. W latach 1931–1935 był poczmistrzem generalnym. Następnie pełnił funkcje ministra zdrowia (1935–1938), lotnictwa (1938–1940, Lorda Tajnej Pieczęci (1940), a na koniec został kanclerzem skarbu.
Zmarł podczas sprawowania urzędu w 1943 r.